# Sayaguesa
La Sayaguesa è un'antica razza bovina a rischio di estinzione originaria della Spagna. Prende il nome dalla comarca di Sayago nella provincia di Zamora, nella parte occidentale della comunità autonoma di Castiglia e León, ed è allevata quasi esclusivamente in quella zona. Viene anche chiamata Zamorana, Moles de Sayago o Castellana variaad Sayaguesa. Era tradizionalmente allevata come forza lavoro mentre ora serve per la produzione di carne.

## Storia
La Sayaguesa era tradizionalmente allevata come forza lavoro ma la sua utilità è decaduta con la meccanizzazione dell'agricoltura dopo la seconda guerra mondiale. Negli anni '60 ci furono tentativi di migliorare le qualità produttive della razza incrociandola con la Frisona, la Braunvieh e la Charolaise (successivamente con altre razze). Dal 1970 la Sayaguesa fu inclusa con altre razze regionali sotto la denominazione Morenas del Noroeste.
Nel 1997, la Sayaguesa ottenne il riconoscimento separato tra le razze identificate dal Ministero dell'agricoltura, Alimentación y Medio Ambiente poiché "a rischio di estinzione". La registrazione della Sayaguesa iniziò nel 1980 e nel 1981 fu fondata un'associazione di allevatori, l'Asociación Española de Criadores de Ganado Bovino de Raza Sayaguesa. Nel 1998 è stato istituito un libro genealogico.

Tra il 1950 e il 1981, la popolazione Sayaguesa diminuì di circa un quarto (17.000 capi) e nel 2009 rimanevano solo 450 capi in 29 aziende agricole. Alla fine del 2015, la popolazione era risalita a 1612 capi, quasi tutti in Castiglia-Léon. 

## Morfologia
La Sayaguesa è una delle più grandi razze indigene di bovini spagnoli. Presenta un notevole dimorfismo sessuale: i tori possono pesare fino a 1100 kg e le mucche al massimo 700 kg. L'altezza al garrese è in media di 158 cm per i tori e di 154 cm per le mucche. Il mantello è nero, a volte più luminoso sulla parte inferiore. Potrebbe esserci una striscia dorsale più chiara, spesso assente nelle mucche. L'interno delle orecchie e l'area intorno alla bocca sono pallidi. Gli zoccoli, il muso e le aperture naturali sono neri, le corna sono bianche alla base e inclinate di nero. La testa è relativamente piccola, con un profilo concavo. I vitelli nascono rossi e solo successivamente diventano neri.

La Sayaguesa è resistente, robusta e frugale e ben adattata ai pascoli poveri e all'ambiente aspro della sua area nativa.

## Utilizzo
La Sayaguesa era tradizionalmente allevata per la forza lavoro ma dopo la seconda guerra mondiale è stata riconvertita in bestiame da carne: i vitelli vengono macellati a un'età media di 12 mesi; la resa è di circa il 55%.

A volte, coppie di mucche possono essere accoppiate ai carri per folklore o occasioni di festival.

La Sayaguesa è stata utilizzata per la conservazione della natura e nei tentativi di ricreare gli uri estinti: v. Bovino di Heck e Bovino Taurus.